# NKVD
El NKVD (rus: НКВД, Народный комиссариат внутренних дел; transliterat Narodni komissariat vnútrennikh del) o Comissariat del Poble d'Afers Interiors era la principal organització de la policia secreta de la Unió Soviètica, sent responsable de la repressió política durant l'estalinisme. Realitzà execucions extrajudicials, dirigí el sistema de treballs forçats del Gulag, dirigí les deportacions en massa de les nacionalitats i de camperols etiquetats com a Kulaks a les regions desertes de país, protegí les fronteres de l'Estat, dirigí l'espionatge i els assassinats polítics a l'exterior, va ser responsable de la subversió de governs exteriors, i enfortí les polítiques estalinistes mitjançant els moviments comunistes a altres països.
El departament més potent de NKVD, el Directori Principal per a la Seguretat de l'Estat (GUGB), el 1941 es va transformar en el Comissariat del Poble (més tard el Ministeri, i finalment el Comitè) per a la Seguretat de l'Estat (KGB). A més de la seguretat de l'estat i de les funcions policials, alguns dels seus departaments també treballaven en altres sectors, com les brigades contraincendis, les guàrdies frontereres i els arxius.

## Història i estructura
Després de la Revolució d'Octubre de 1917, els Bolxevics van dissoldre tota la vella policia i van crear la Militsiya dels Obrers i Camperols sota la supervisió del NKVD de la República Soviètica Russa (RSFSR). No obstant això, l'aparell del NKVD va ser superat per les seves funcions i es basà directament en el MVD imperial, com la supervisió dels governs locals i la lluita contraincendis, en la que la nova força proletària era altament inexperta. Adonant-se que no hi havia cap força de seguretat capaç, el Consell de Comissaris del Poble de la (RSFSR) creà una policia política secreta, la Txeca, comandada per Fèlix Dzerjinski. Tenien dret a realitzar judicis ràpids (sense garanties judicials) i execucions, si era necessari per a protegir la revolució.
La Txeca va ser reorganitzada el 1922 com a Directori Polític de l'Estat o GPU del NKVD del RSFSR. Fins a l'organització de la Unió Soviètica el 1923, el GPU va ser transformat en el OGPU (Directori Conjunt Polític de l'Estat), subordinat al Consell de Comissaris del Poble de l'URSS. El NKVD del RSFSR retingué el control de la militsiya, així com d'altres responsabilitats.
El 1934, el OGPU va ser incorporat al nou NKVD de l'URSS, esdevenint el Directori Principal per la Seguretat de l'Estat; el NKVD de la RSFRS s'extingí i no es restaurà fins al 1946 (com el MVD de la RSFSR). Com a resultat, el NKVD també esdevingué responsable de tots els centres de detenció (incloent els camps de treballs forçats, coneguts com a Gulag, així com la policia regular.
Des de la seva creació el 1934, el NKVD de l'URSS va tenir diverses modificacions estructurals; arribant a canviar l'estructura 3 vegades només entre 1938 i 1939:
Direcció del NKVD
- Comissari del Poble d'Afers Interiors – Lavrenti Béria
  - Primer Adjunt i Cap del Directori Principal per a la Seguretat de l'Estat (GUGB) – Vsévolod Merkúlov

Adjunts
- de les tropes del NKVD – Ivan Maslenikov
- de la Militsiya – Vasili Txernixov
- de l'Estat Major – Serguei Kruglov

Secretariats
- Secretariat del NKVD — Stepan Mamulov
- Secretariat del Consell Especial del NKVD — Vladimir Ivanov
- Oficina Tècnica Especial — Valentin Kravtxenko
- Oficina Especial — Piotr Stxaria
- Grup d'Inspecció del NKVD — Nikolai Pavlov
- Penipotenciari Especial — Aleksei Stefanov
- Secretariat del Primer Adjunt per la Tasca del GUGB — Vsévolod Merkúlov
- Grup d'Inspecció — Vsévolod Merkúlov
- Secretariat Especial Secretariat — Vasili Txernixov
- Secció per l'Organització de la Força Laboral — Vsévolod Merkúlov
- Comitè Tècnic Permanent
- Secció pel Treball de Reparacions — Piotr Vainsxtein
- Secció de Subministraments — M. Mitustxin
- Departament de Transport Ferroviari i Aigua

Directoris i Departaments
- Directori Principal de la Seguretat Estatal (GUGB) — Vsévolod Merkúlov
- 1r Departament Especial — Leonid Bastxtakov
- 2n Departament Especial — Evgeny Lapixin
- 3r Departament Especial — Dmitri Xadrin
- 4t Departament Especial — Mikhail Filimonov
- 5è Departament Especial — Vladimir Vladimirov
- Departament de Mobilització — Ivan Stxerediega
- Departament d'Estat Major — Serguei Kruglov
- Cap Directori d'Economia (GEU) — Bogdan Kobulov
- Cap Directori de Transports (GTU) — Solomon Milxtein
- Cap Directori de Presons (GTU) — Aleksandr Galkin
- Cap Directori d'Administració (AČU) — J.Stxumbatov
- Cap Directori d'Arxius (GAU) — Iosif Nikitinski
- Cap Directori de Bombers (GUPO) — Nikolai Istomin
- Cap Directori de la Militsiya (GURKM) — Pavel Zujev
- Cap Directori (o Administració) dels Camps de Treball Correctiu i Colònies (GULAG) — Vasili Txernixov
- Cap Directori de Carreteres (GUŠOSDOR) — Vsèvolod Fedotov
- Directori del Comandant del Kremlin — Nikolai Spiridonov
- Cap Directori de Tropes Frontereres (GUPW) — Grigori Sokolov
- Cap Directori de les Tropes del NKVD per a la Protecció Ferroviària — Aleksandr Guliev
- Cap Directori de les Tropes del NKVD d'Escorta — Vladimir Xarapov
- Cap Directori de les Tropes del NKVD per Protecció d'Empreses Industrials — I. Kozik
- Cap Directori de les Tropes del NKVD Operatives — P. Ariemyev
- Cap Directori de la Provisió Militar — Aleksandr Wurgaft
- Cap Directori de Construcció Militar — Ivan Luby
- Directori de Presoners de Guerra — Piotr Soprunienko
- Directori per la Construcció a l'Extrem Orient — Ivan Nikixev
- Departament Principal pel Status Civil — Fiedor Sokolov

El 3 de febrer de 1941, les Seccions Especials del NKVD (responsables de la contra-intel·ligència militar) van passar a formar part de l'Exèrcit i la Flota (RKKA i RKKF respectivament). El GUGB va separar-se del NKVD i anomenat Comissariat del Poble per a la Seguretat Estatal (NKGB). Amb l'esclat de la Segona Guerra Mundial, el NKVD i el NKGB van reunir-se el 20 de juliol de 1941, i la contra-intel·ligència retornà al NKVD al gener de 1942. L'abril del 1943, la contra-intel·ligència tornà a transferir-se als Comissariats del Poble (Narkomat) de Defensa i de la Marina, esdevenint el SMERSH (de Smert' Shpionam o Mort als Espies); i al mateix temps, el NKVD va tornar a ser separat del NKGB.
Durant la Gran Guerra Patriòtica, a cada comandament del front soviètic se li assignaven unitats militars de la NKVD (divisions de fusellers formades majoritàriament per regiments que se situaven darrere de l'Exèrcit Roig per tal d'evitar la fugida dels possibles grups d'alemanys que no havien estat apressats pel gruix de l'exèrcit i per a evitar les desercions). El cap del NKVD de cadascun dels fronts només havia de respondre davant de Béria i de Stalin, i no pas davant de la cadena de comandament de l'Exèrcit Roig.
El 1946, el NKVD de l'URSS va ser redenominat Ministeri d'Afers Interns (NVD, mentre que el NKGB era redenominat Ministeri de la Seguretat de l'Estat (MGB). El 1953, després de l'arrest de Béria, el MGB tornaria a unir-se al MVD. El 1954, els serveis de policia i seguretat van ser finalment separades per esdevenir:
- el MVD, Ministeri de l'URSS d'Afers Interns (Ministerstvo Vnutrennikh Del), responsable de la policia criminal i presons
- el KGB, Comitè de l'URSS per a la Seguretat Estatal (Komitet Gosudarstvennoy Bezopasnosti), responsable de la policia política, serveis d'intel·ligència, contra-intel·ligència, protecció personal i comunicacions confidencials.

El Vigèsim Congrés del Partit Comunista de la Unió Soviètica del 1956, i el discurs referent al culte a la personalitat marcà el paper que ambdues agències jugarien fins al col·lapse de la Unió Soviètica.

## Activitats
En la implementació de les polítiques internes soviètiques relatives als enemics de l'estat (enemics del poble), l'agència realitzà arrestos i execucions tant de soviètics com d'estrangers. Milions de persones van ser reunides i enviades als Gulags, i centenars de milers van ser executats pel NKVD. Formalment, la majoria d'ells eren convictes per la Troika del NKVD, una cort marcial especial. Els estàndards evidents eren molt baixos, perquè una denúncia anònima era considerada suficient per procedir a l'arrest. L'ús dels mètodes físics de persuasió (és a dir, l'ús de la tortura) estava aprovat mitjançant un decret especial de l'estat, que obria les portes a nombrosos abusos, documentats en multitud de víctimes. Posteriorment es descobriren centenars de fosses comunes escampades per tot el país, producte de dites operacions. Existeixen proves documentals que confirmen que la NKVD va cometre execucions massives de manera extrajudicial, guiada per plans secrets. Aquests plans establien el nombre i la proporció de les víctimes (oficialment enemics públics) que s'havien d'assolir en una regió (membres del clergat, antics membres de la noblesa, etc.). Les famílies d'aquestes víctimes (criatures incloses) eren automàticament reprimides d'acord amb l'Orde 486 de la NKVD.
Les purgues s'organitzaven en onades, d'acord amb les decisions del Politburó del Partit Comunista (per exemple, els campanyes contra els enginyers (Cas Xakhti), l'elit del partit i de l'exèrcit (complots feixistes) i contra els metges (Complot dels Metges). A més, es realitzaren campanyes distintives i permanents contra les nacionalitats no russes, com els ucraïnesos, polonesos, tàrtars, etc.), els quals eren acusats de nacionalisme burgès feixisme i d'activistes religiosos.
Un nombre d'operacions massives de la NKVD estava relacionat amb la persecució d'ètnies completes. Poblacions senceres de certes ètnies van ser reubicades a la força. Tot i això, els russos seguien formant la majoria de víctimes de la NKVD.
Fins i tot, els agents del NKVD no eren tan sols botxins, sinó que eren un dels principals grups de víctimes. La majoria del personal de l'agència de la dècada de 1930 (formada per centenars de milers), incloent a tots els comandants, van ser executats.
Durant la Guerra Civil Espanyola els agents del NKVD, d'acord amb el Partit Comunista d'Espanya, exerciren un control substancial sobre el govern de la Segona República Espanyola, fent servir l'ajut militar soviètic per ajudar a estendre la influència soviètica. El NKVD va establir nombroses presons secretes als voltants de Madrid, on es detingué, torturà i assassinà a centenars d'enemics del NKVD. Al juny de 1937, Andreu Nin, el secretari del POUM (d'ideologia anti-estalinista va ser torturat i assassinat en una presó de la NKVD.
Al març de 1940, representants del NKVD i la Gestapo es trobaren durant una setmana a Zakopane per a la coordinació de la pacificació de la resistència a Polònia (veure Conferències Gestapo-NKVD). La Unió Soviètica lliurà centenars de comunistes alemanys i austríacs al III Reich, juntament amb altres estrangers indesitjats, juntament amb la seva documentació.
Durant la Guerra Soviètico-Germana, les unitats del NKVD es van emprar per a la seguretat de rereguarda, incloent tasques per evitar la deserció. Als territoris alliberats, el NKVD i el NKGB (posteriorment) van portar a terme arrestos massius, deportacions i execucions, incloent la persecució dels moviments de resistència anti-nazi, com el Armia Krajowa polonès. També van ser responsables de l'execució de milers de presoners polítics polonesos.
La unitat d'intel·ligència i d'operacions especials (Inostrannyi Otdel) organitzà assassinats d'ex-ciutadans soviètics a l'estranger, així com de ciutadans d'altres països, considerats com a enemics de l'URSS per Stalin. Entre les víctimes oficialment confirmades d'aquests complots hi trobem:
- Lev Trotski, enemic polític i personal de Stalin, així com el seu crític més amarg a nivell internacional
- Borís Sàvinkov, revolucionari rus i terrorista (Operació Confiança) del GPU
- Ievhèn Konovàlets, prominent líder polític i militar ucraïnès
- Guy Lelnd poeta francès anti-soviètic
- Andreu Nin, líder del Partit Obrer d'Unificació Marxista (POUM) (anti-estalinista) durant la Guerra Civil espanyola.

Després de la mort de Stalin el 1953, el nou líder soviètic Nikita Khrusxov començà una campanya contra de les purgues del NKVD. Entre la dècada de 1950 i de 1980, milers de víctimes van ser legalment rehabilitades, tot i que moltes no van poder-ho ser per por o per manca de documentació. Així encara, la rehabilitació va ser inefectiva: en molts casos la fórmula va ser donada la manca de proves del cas del crim, un argot legal que deia que efectivament hi havia un crim però que no podia ser provat. Només un cert nombre limitat de gent va ser rehabilitada amb la formulació absolt de tots els càrrecs.
Molt pocs agents del NKVD van ser oficialment convictes per la violació particular dels drets de la gent. Legalment, aquests agents executats a la dècada de 1930 van ser purgats sense una investigació legal legítima ni la decisió d'un jutjat. A les dècades de 1990 i 2000, alguns ex-agents del NKVD residents a les Repúbliques Bàltiques van ser convictes per crims contra la població local.
Actualment, els antics agents del NKVD que segueixen amb vida reben generoses pensions i privilegis establerts pel govern de l'URSS i després confirmats per tots els països de la Comunitat d'Estats Independents. No són perseguits de cap manera, tot i que alguns han estat identificats per les seves víctimes.

### Activitats d'Intel·ligència
Aquestes incloïen:
- l'establiment d'una xarxa d'espionatge, recolzant-se en el Comintern
- l'èxit en la infiltració de Richard Sorge, de l'«Orquesta Roja» i d'altres agents que van alertar Stalin de la preparació dels plans per a la invasió de la Unió Soviètica i que posteriorment van ajudar a l'Exèrcit Roig durant la guerra
- reclutament de dotzenes d'agent que van provar la seva vàlua durant la Guerra Freda en les operacions de l'MGB-KGB
- desmantellament de nombrosos complots confirmats per assassinar Stalin
- activitats d'espionatge relatiu a les armes nuclears dels Estats Units i del Regne Unit (Projecte Manhattan)

### El NKVD i l'economia soviètica
L'extens sistema d'explotació laboral als Gulag va fer una contribució notable a l'economia soviètica i en el desenvolupament de regions remotes. La colonització de Siberia, del Nord i de l'Extrem Orient es trobava entre els objectius explícits marcats en les primeres lleis relatives als camps de treball soviètic. La mineria, la construcció (carreteres, ferrocarrils, canals, dics, fàbriques, la tala i d'altres funcions dels camps de treball van formar part de l'economia planificada soviètica, i el NKVD tenia els seus propis plans de producció.
La part més inusual de les fites del NKVD va ser el seu paper en el desenvolupament científic i armamentístic soviètic. Molts científics, investigadors i enginyers arrestats i jutjats per crims polítics van ser enviats a presons privilegiades (molt més confortables que el Gulag), anomenades comunament xarajkes, on eren forçats a treballar segons la seva especialitat. Prosseguint els seus estudis i sent posteriorment alliberats, alguns d'ells es van situar al capdavant a nivell mundial en ciència i tecnologia. Entre aquests membres del xarajka trobem a Serguei Koroliov, dissenyador en cap del programa soviètic de coets i de la primera missió de vol a l'espai el 1961, i Andrei Tupolev, el famós dissenyador aeronàutic.
Després de la Segona Guerra Mundial, el NKVD coordinà el desenvolupament de l'arsenal nuclear soviètic, sota la direcció del General Pàvel Sudoplàtov. Els científics no eren presoners, però la seva feina era coordinada pel NKVD donat que aquesta es trobava estretament vinculada al servei d'intel·ligència i es necessitava assegurar el secret i la seguretat del projecte.